# صلاح فائق

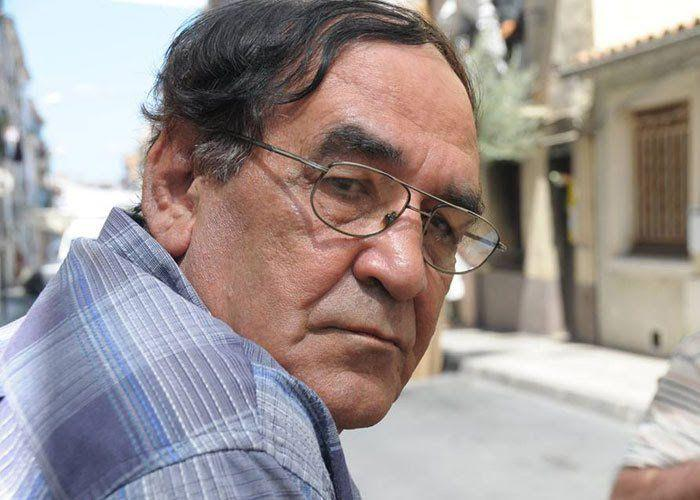
صلاح فائق

صلاح فائق (1945 في كركوك، يالعراق - )؛ شاعر عراقي، وهو أحد أعضاء جماعة كركوك الأدبية.

## عنه
ولد صلاح فائق في عام 1945، في مدينة كركوك، وانخرط مبكرًا في السياسة وبسبب ذلك غادر العراق إلى سوريا في عام 1974، ومن دمشق إلى بيروت، حيث ما لبث فترة ليعود بعد ذلك مرة أخرى إلى دمشق بعد اندلاع الحرب الأهلية اللبنانية، ثم مكث فيها فترة ليُسافر بعدها إلى لندن، حيث بقي فيها لعشرين سنة ثم غادرها إلى الفلبين في عام 1994، ليقيم هناك منذ ذلك الحين.

## أعماله
شكّل صلاح فائق مع سركون بولص وفاضل العزاوي ومؤيد الراوي وجليل القيسي وجان دمو والأب يوسف سعيد مجموعة أدبية حملت اسم مدينتهم كركوك، وهي المجموعة المعروفة باسم جماعة كركوك، وكان صلاح الأقرب إلى السريالية في تلك المجموعة من الآخرين، وبسبب ميوله اليسارية لم ينل حظه إعلاميًا ولم تنتشر أعماله القصصية والشعرية والمسرحية على نطاق واسع. وفي هذا يقول: «قلما نشروا لي في العراق أثناء وجودي هناك. رفضوا السماح لي بأي وظيفة. كنت أشتغل عاملاً في مهن وأشغال عدة: في المخابز، شركة الغاز في كركوك، عاملاً في سكك الحديد في بغداد، عامل بناء وصباغ بيوت وهكذا. اهتم بي بشكل خاص الشاعر عبد الوهاب البياتي، حيث حمل معه قصائد كثيرة ونشرها في المجلات والصفحات الأدبية في سوريا ولبنان. أصدقائي في الصحف المحلية في بغداد، نشروا لي أيضاً قصائد قليلة في صفحاتهم الأدبية التي كانوا يحررونها. ولا أنسى اهتمام الباحث والشاعر حميد المطبعي ونشره لقصائدي في مجلته «الكلمة». لكن للبياتي الدور الأكبر في تعريفي بالأوساط الشعرية آنذاك، وهو الذي ساعدني في الحصول على جواز سفر، ونصحني أن لا أعود إلى العراق في تلك الأوضاع.»
أطلق صلاح على مجموعة الشعرية الأولى عنوان «رهائن» ونشرها برعاية عبد الوهاب البياتي في دمشق عام 1975. وفي هذا يقول: «تلقى الشباب مجموعتي الأولى بالاحتفاء وببعض الكتابات المهمة، وتم تهريب المجموعة إلى العراق أيضاً لأنها كانت ممنوعة حسب ما فهمت آنذاك. كانت بداية جيدة ومبهجة لإنجازي الشعري منذ تلك السنة وحتى الآن.»
ثم توالت مجموعاته الشعرية: تلك البلاد التي صدرت في لندن عام 1978، ثم حريق آخر يليق بمدينة الصادرة أيضًا في لندن عام 1979، ثم طريق إلى البحر التي صدرت في باريس عام 1983، ثم مقاطعات وأحلام التي صدرت في لندن 1984، ومجموعة رحيل الصادرة هي الأخرى في لندن في عام 1987.
وفي السنوات الأخيرة استقر في نشر أعماله الشعرية وقصائده على موقع التواصل الاجتماعي، في صفحة له على الفيسبوك حيث ساعده وشجعه على إنشائها وديع سعادة على حد قوله: «العزيز وديع سعادة ساعدني، مشكوراً، في إنشاء صفحة خاصة لكتبي الشعرية في فايسبوك، وبذا ساهم في رفع مجموعاتي الشعرية، إلكترونياً إلى تلك الصفحة. أنا ممتنّ له دائماً لجهوده في هذا الشأن. الصديق الشاعر نصيف الناصري هو الذي علمني استخدام فايسبوك في بداية عام 2012. منذ ذلك الوقت، تعلمت الكثير حول الكومبيوتر، نشر قصائدي وترتيب كتبي من خلال هذا الإنجاز العلمي الباهر. صار العمل في الكومبيوتر وفايسبوك هو شغلي اليومي، وبالطبع تعرفت من خلاله إلى أصدقاء جدد وأعدت صلاتي بالقدامى منهم.»